# Rolling Hills (Califòrnia)
Rolling Hills és una ciutat dels Estats Units a l'estat de Califòrnia. Segons el cens del 2000 tenia 1.871 habitants.

## Demografia
Segons el cens del 2000, Rolling Hills tenia 1.871 habitants, 645 habitatges, i 554 famílies. La densitat de població era de 234,5 habitants/km².
Dels 645 habitatges en un 33,8% hi vivien nens de menys de 18 anys, en un 80,6% hi vivien parelles casades, en un 3,4% dones solteres, i en un 14,1% no eren unitats familiars. En el 12,4% dels habitatges hi vivien persones soles el 8,1% de les quals corresponia a persones de 65 anys o més que vivien soles. El nombre mitjà de persones vivint en cada habitatge era de 2,9 i el nombre mitjà de persones que vivien en cada família era de 3,11.
Per edats la població es repartia de la següent manera: un 25,9% tenia menys de 18 anys, un 4,1% entre 18 i 24, un 15,1% entre 25 i 44, un 32,8% de 45 a 60 i un 22,1% 65 anys o més.
L'edat mediana era de 48 anys. Per cada 100 dones de 18 o més anys hi havia 92,5 homes.
Cap de les famílies i l'1,3% de la població estaven per davall del llindar de pobresa.

## Poblacions més properes
El següent diagrama mostra les poblacions més properes.